# João Gonçalves de Sá
João Gonçalves de Sá (Jeremoabo, 25 de Novembro de 1882 - 05 de Agosto de 1958) foi um pecuarista, Coronel da Guarda Nacional, deputado estadual pelo PSD e ex-prefeito de Jeremoabo.

## Biografia
A família Gonçalves Sá tem sua origem em Alagoas e Bahia. Em meados do século XIX, instalara-se, no município de Jeremoabo, um moço alagoano, de Água Branca, que veio a ser, posteriormente, dono da Fazenda Torá. Casando-se, nasceu Jesuíno Martins de Sá (pai do Coronel João Sá), rico latifundiário e governante de Jeremoabo entre os anos de 1889 e 1894 . Contraiu matrimônio com Emiliana Gonçalves de Sá, e deste casamento nasceram os seguintes filhos: Jesuíno Martins de Sá Junior, Emílio Martins de Sá, João Gonçalves Sá, José Gonçalves e Lydia de Sá Carvalho, que veio a casar-se com o Coronel Bento Nolasco de Carvalho. O primeiro destinou-se ao comércio, o segundo a medicina, o terceiro ao comércio e o quarto à engenharia.
João cursou apenas o primário e ao crescer, se tornou referência regional, prestigiado líder político e rico proprietário de muitas fazendas com grande extensão territorial, que englobava muitos dos municípios da região Nordeste da Bahia. Casou-se com Lígia de Carvalho Sá, com quem teve dois filhos: João e Luzia Eulina.
Na política, João Sá foi deputado estadual durante os mandatos de 1915-1916 e 1927-1928, e foi eleito deputado estadual Constituinte pelo Partido Social Democrático - PSD, 1947-1951. Foi 1º vice-presidente da Mesa Diretora (1947-1948); presidente da Comissão de Polícia Civil e Militar (1949-1950). Pelo PSD, também foi o fundador e vice-presidente do Diretório Regional. Também foi prefeito de Jeremoabo, por apenas um mandato (1938 - 1943).
Fez do seu filho, Dr. João Gonçalves de Carvalho Sá (conhecido como Dr. Sá) Deputado Estadual e Federal, ainda sendo prefeito de Jeremoabo por duas vezes, uma delas como interventor (1964) quando do Golpe Militar perpetrado no Brasil em 1964 e a segunda vez através do voto popular (1977). A família perpetuava-se no poder de todas as formas: no Estado Novo (1937/1945), enquanto o pai mandava na política da região, o filho escrevia para o jornal baiano "Correio da Bahia", onde em várias das suas matérias deslizava entre elogios e omissões ao governo ditatorial de Getúlio Vargas, cuidando da continuidade no mandonismo da região do nordeste baiano. Faleceu em 05 de Agosto de 1958, aos 75 anos.

### Encontro com Lampião
Em dezembro de 1928, Virgulino Ferreira da Silva, o Lampião, estava de passagem pela Bahia, mais precisamente, pela então vila de Ribeira do Pombal. Lampião e seu bando estavam naquela região depois de vários anos atuando nos sertões dos estados de Sergipe, Alagoas, Pernambuco, Ceará e Rio Grande do Norte, fugindo de uma grande perseguição dos aparatos policiais destes estados. Depois de passar pela vila, o bando de cangaceiros esteve também em Bom Conselho (hoje Cícero Dantas) e seguiu em direção mais ao norte, cerca de 40 quilômetros, para um pequeno aglomerado de casas denominado Sítio do Quinto, procurando a casa de um homem chamado José Hermenegildo.
Naquela mesma época, o coronel João Sá exercia os cargos de presidência da Intendência de Jeremoabo e, pela segunda vez, o mandato de deputado estadual pelo legislativo baiano. Ele, seu pai Jesuíno Martins de Sá (um dos secretários da Intendência de Jeremoabo) e o jovem José da Costa Dórea seguiam num pequeno automóvel modelo Ford rumo à cidade de Salvador, onde o trajeto naquele tempo exigia seguirem pelo território sergipano e dali prosseguirem por via ferroviária, utilizando os trens da ferrovia conhecida como Leste Brasileiro.
Conforme os relatos de Dórea transcritos no capítulo 5 do livro “Lampião na Bahia”, de Oleone Coelho Fontes, a viagem ocorreu à noite, na madrugada do dia 16 para 17 de dezembro de 1928 devido a um problema mecânico no automóvel. Mesmo sabendo que o grupo de Lampião circulava pela região, o coronel Sá confiou que guiando durante grande parte da noite, seguindo pelas antigas estradas poeirentas da região, eles poderiam passar despercebidos pelo bando.
Ao realizarem uma parada para tomar café na fazenda Abobreira, o medo de um encontro com Lampião e seus cangaceiros se tornou mais real, pois o proprietário do lugar, José Saturnino de Carvalho Nilo, confirmou que eles estavam nas redondezas. Mesmo assim seguiram adiante, em direção ao lugarejo Sítio do Quinto.
Ao entrarem no pequeno arruado, viram diante de uma casa um veículo parado, com alguns homens ao seu redor. Um deles estava com um candeeiro. O coronel João Sá imaginou que a casa onde o veículo e os homens estavam deveria oferecer algum tipo de apoio aos viajantes. Após brecarem, os passageiros do Ford foram cercados por homens armados e intimados a informarem quem eram. Após isso o coronel João Sá descobriu que estava diante do cangaceiro Lampião, e para confirmar suas suspeitas, o homem armado aproximou o candeeiro de seu rosto, mostrando a característico defeito em seu olho. Ele e os outros viajantes foram conduzidos à casa de José Hermenegildo e foram se acomodando em cima de sacos de algodão e de peles de animais, temendo que fossem mortos, assim como ocorreu com outros coronéis.
Mas Lampião não lhes fez mal algum. Em sua chegada à Bahia, ele pretendia firmar contatos, compor alianças, ampliar sua rede de coiteiros que lhe dariam apoio e proteção, e dizia que estava “em paz” no território baiano, que “havia entrado no cangaço pelos sofrimentos sofridos pela sua família” e que se “houvesse condições”, ele largaria aquela vida em armas e buscaria ficar em paz.
Porém, mesmo divulgando estas novas intenções, não deixou de coagir os fazendeiros baianos, pedindo para estes lhe “ajudar” no sustento do seu bando. E assim o fez com o Coronel João Sá, que não transportava dinheiro naquele momento, e sim títulos bancários. Dórea afirmou que foi chamado pelo coronel para fora da casa, onde lhe solicitou 200$000 réis para dar a Lampião. Este por sua vez deixou que os viajantes do Ford escrevessem cartas as suas famílias, que um portador levaria as missivas para Jeremoabo.
Na sequência, Lampião pediu a José Hermenegildo que colocasse três redes para acomodar a ele, ao coronel e a seu pai no mesmo quarto. Neste momento, o coronel pediu ao maior cangaceiro do Brasil que narrasse a epopeia de sua vida. Lampião descreveu as perseguições que sofreu ao longo da vida como bandoleiro das caatingas, mas que estava “a fim de descansar” no sertão baiano. Depois de ouvir as histórias, todos foram dormir, e após o despertar, o coronel João Sá comenta a Lampião que na condição de deputado estadual, teria de informar as autoridades sobre aquele encontro. Consta que Lampião não se alterou com as palavras do político baiano.
Quando o coronel deu na partida do seu automóvel, a máquina não pegou (provavelmente devido ao frio noturno do sertão). Na mesma hora, vários comandados de Lampião deram uma mãozinha ao coronel João Sá, empurrando o carro, que pegou no “tranco” e estes seguiram viagem.
Estes relatos foram documentados pelo jornal carioca "Crítica", de Mário Rodrigues (na edição do dia 30 de dezembro de 1928) e enquanto Lampião esteve na Bahia, as terras e os protegidos de Coronel João Sá permaneceram em segurança. O pesquisador Oleone Coelho Fontes afirma que, fosse por simpatia, por necessidade de preservar seus bens, ou por ter vislumbrando vantagens outras nesta aliança com o grande cangaceiro, o coronel Sá se tornou um dos mais importantes protetores de Lampião na Bahia.

### Acordo com beato Pedro Batista
O Coronel João Sá era conhecido por ter uma perspicácia e inteligência política ímpar, sendo a ele atribuído o fato de ter evitado uma "nova Canudos". O episódio teria ocorrido quando o beato Pedro Batista, vindo do sertão alagoano, chega às terras de Jeremoabo, com um grande séquito. O Coronel, temendo uma reativação do movimento que originou a Guerra de Canudos e por pressão da Igreja Católica, à época chefiada pelo pároco da cidade Francisco José de Oliveira (Pe. Francisco, depois, Monsenhor Francisco), teria conversado com o beato Pedro Batista e oferecido terras ao mesmo em troca do apoio político da gente do "Velho Pedro" o que, sabiamente, teria sido aceito pelo beato, onde criou-se um tipo de colônia agrícola no sertão baiano, evitando assim quaisquer animosidades entre os munícipes e os seguidores do beato.

## Homenagem
João Gonçalves de Sá foi homenageado com a cidade que leva o seu nome. José de Justino dos Santos (que viria a ser o primeiro prefeito) propôs ao prefeito jeremoabense Dr. Carvalho de Sá a criação daquela cidade, dando a ela o nome de Coronel João Sá. O prefeito de Jeremoabo ficou bastante empolgado com a ideia de homenagear seu pai e permitiu a emancipação .